# 長野県長野南高等学校
長野県長野南高等学校（ながのけん ながのみなみこうとうがっこう）は、長野県長野市稲里町田牧字大北にある公立高等学校。文化祭は「南稜祭」と称し、その名称は校名に由来する。

## 沿革
- 1983年4月1日 - 長野県長野南高等学校として開校。
- 2006年9月15日 - 長野県松代高等学校との統合案を県議会が否決。

## 教育目標
- 真理を探究し、平和を尊び、自主的に行動する力を身につける。
- 心身を錬磨し不屈の精神を養う。
- 勉学に励み品性を陶冶する。

## 出身者
- 小林唄 - アーティスティックスイミング、パリ2024オリンピック日本代表
- 小林久美 - ヴァイオリニスト
- 駒村吉重 - ノンフィクション作家
- 宮尾佳和 - アニメーション演出家、アニメーション監督
- 宮島聖悟 - 競輪選手

## 校章
- 校章

## 校歌・応援歌
- 校歌

## 最寄駅
- 東日本旅客鉄道信越本線: 今井駅・川中島駅